# Protein tạo hình xương 2
Protein tạo hình xương 2 hoặc BMP-2 thuộc nhóm siêu protein TGF-β.

## Chức năng
BMP-2 giống như các protein tạo hình xương khác, đóng vai trò quan trọng trong sự phát triển của xương và sụn. Nó có liên quan đến con đường nhím, con đường truyền tín hiệu beta TGF và trong tương tác thụ thể cytokine -cytokine. Nó cũng liên quan đến sự biệt hóa tế bào tim và biểu mô chuyển sang trung mô.
Giống như nhiều protein khác từ gia đình BMP, BMP-2 đã được chứng minh là có khả năng tạo ra sự khác biệt hóa xương trong nhiều loại tế bào.
BMP-2 có thể liên quan đến quá trình tạo mỡ trắng. và có thể có tác dụng chuyển hóa.

## Tương tác
Protein tạo hình xương 2 đã được chứng minh là tương tác với BMPR1A.

## Sử dụng lâm sàng và biến chứng
Protein tạo hình xương 2 được hiển thị để kích thích sản xuất xương. Protein người tái tổ hợp (rhBMP-2) hiện có sẵn để sử dụng chỉnh hình tại Hoa Kỳ. Việc cấy ghép BMP-2 được thực hiện bằng nhiều chất mang vật liệu sinh học ("kim loại, gốm sứ, polyme và vật liệu tổng hợp" ) và hệ thống phân phối ("hydrogel, microsphere, hạt nano và sợi"). Mặc dù được sử dụng chủ yếu trong các thủ tục chỉnh hình như hợp nhất cột sống, BMP-2 cũng đã tìm được đường vào lĩnh vực nha khoa.
Việc sử dụng các lồng hợp hạch ren thon kép và protein tạo hình tái tổ hợp xương người-2 trên một miếng bọt biển collagen có thể hấp thụ thu được và duy trì phản ứng tổng hợp giữa các cột sống, cải thiện kết quả lâm sàng và giảm đau sau khi bị thoái hóa cột sống thắt lưng. Là một chất bổ trợ cho xương giả hoặc thay thế cho tự động thu hoạch, các protein tạo hình xương (BMP) dường như cải thiện tỷ lệ hợp nhất sau khi bị thoái hóa cột sống ở cả mô hình động vật và người, đồng thời làm giảm tỷ lệ mắc bệnh của người hiến tặng trước đó.
Một nghiên cứu được công bố vào năm 2011 đã ghi nhận "các báo cáo về các biến chứng thảm khốc thường xuyên và đôi khi liên quan đến việc sử dụng [BMP-2] trong phẫu thuật tổng hợp cột sống", với mức độ rủi ro vượt xa các ước tính được báo cáo trong các nghiên cứu trước đó. Một đánh giá bổ sung của Agrawal và Sinha của BMP-2 và các hệ thống phân phối phổ biến của nó vào đầu năm 2016 đã cho thấy "các vấn đề như tăng trưởng ngoài tử cung, cung cấp protein ít hơn, [và] bất hoạt protein" cho thấy nhu cầu tiếp theo "để sửa đổi các hệ thống vận chuyển có sẵn cũng như khám phá các vật liệu sinh học khác với các đặc tính mong muốn. " 